# Classe Paluma
La classe Paluma  est une classe de quatre catamarans
de la Royal Australian Navy. Ils servent en eau peu profonde à des enquêtes hydrographiques et au sauvetage côtier (en anglais Surveying Ship, Coastal (AGSC)). Ils sont stationnés à la Base navale de Cairns dans le Queensland.

## Histoire
Les quatre navires ont été construits par Eglo Engineering sur leur chantier naval du port d'Adelaïde. Ils ne sont pas armés. L'équipage se compose de trois officiers et de onze marins. Ils disposent d'un radar de navigation, d'un side-scan sonar de surveillance sous-marine et de cartographie et d'un sonar à balayage latéral.
Les navires naviguent généralement par paire et principalement dans la Grande barrière de corail s'étirant de Bundaberg à la Péninsule du cap York.

## Les unités
| Numéro | Nom             | Quille          | Lancement         | Service         | Statut                              |
| ------ | --------------- | --------------- | ----------------- | --------------- | ----------------------------------- |
| A 01   | HMAS Paluma     | 21 février 1988 | 6 février 1989    | 27 février 1989 | en activité (Base navale de Cairns) |
| A 02   | HMAS Mermaid    | novembre 1988   | 28 septembre 1989 | 4 décembre 1989 | en activité (Base navale de Cairns) |
| A 03   | HMAS Shepperton | novembre 1988   | 5 décembre 1989   | 24 janvier 1990 | en activité (Base navale de Cairns) |
| A 04   | HMAS Banalla    | novembre 1988   | 31 janvier 1990   | 20 mars 1990    | en activité (Base navale de Cairns) |